# Valerie Todd Davies
Valerie Ethel Todd Davies (geboren am 29. September 1920 in Makirikiri nahe Wanganui, Neuseeland; gestorben 2012 in Brisbane, Queensland) war eine neuseeländische Zoologin mit einem Schwerpunkt auf Arachnologie, die zahlreiche Spinnenarten beschrieb.

## Leben und Werk
Davies wurde 1920 in Neuseeland als dritte von vier Töchtern des Schaffarmers James und dessen Frau Ethel Todd geboren. Sie absolvierte ihre Schullaufbahn in Wanganui und ging danach zum Zoologiestudium an die Victoria University in Wellington und die University of Otago in Dunedin, wo sie 1943 ihren Master über Falltürspinnen bei B. J. Marples machte. Ihre Promotion machte sie am Somerville College der Oxford University in Großbritannien zum Ende des Zweiten Weltkriegs und kehrte 1948 nach Dunedin zurück, wo sie den Zahnmediziner George Davies heiratete, der bei den New Zealand Army Dental Corps diente. Als er 1963 einen Ruf auf eine Professur an die University of Queensland erhielt, zogen sie nach Brisbane, wo Valerie erst als Teilzeittutorin im Fachbereich Zoologie der Universität arbeitete und 1972 eine Stelle als Kuratorin der Arachnologie am Queensland Museum bekam.
Am Queensland Museum baute Davies die arachnologische Sammlung aus und unternahm regelmäßige Sammlungsreisen in die Regenwälder. Sie war Teilnehmerin der Artenaufnahmen der Australian Biological Resources Study (ABRS) von 1975 bis 1977 und nahm an der Earthwatch Bellenden Ker Expedition 1982 und der Hinchinbrook Island Wanderlust Expedition 1984 teil. Während ihrer Tätigkeit beschrieb sie mehr als 100 neue Spinnenarten und andere Taxa, darunter, 17 Gattungen und 1980 auch die Familie Malkaridae. 1985 ging sie in den Ruhestand, arbeitete jedoch fast 20 Jahre weiterhin für das Museum. Ihr Ehemann George starb 2010, gemeinsam mit ihm hatte sie drei Kinder: Christopher, John und Rosemary.

## Ehrungen
Nach ihr benannt wurden die Spinnengattung Toddiana sowie 15 neue Spinnenarten, darunter Austrarchaea daviesae. 1988 wurde sie mit der Queensland Museum Medal ausgezeichnet und 2010 bekam sie den Lifetime Achievement Award der International Society of Arachnology. Seit ihrem Studium in Oxford war sie Mitglied der International Federation of University Women und später war sie im Auswahlkomitee des Rhodes-Stipendiums.

## Belege
1. 1 2  Valerie Ethel (Todd) Davies, Biografie bei der Entomological Society of Queensland; abgerufen am 15. Juli 2016.
2. 1 2 3 4  Rosemary Davies: Leading light in world of arachnids. The Sydney Morning Herald, 7. Januar 2013; abgerufen am 15. Juli 2016.

| Personendaten    | Personendaten                                                   |
| ---------------- | --------------------------------------------------------------- |
| NAME             | Davies, Valerie Todd                                            |
| ALTERNATIVNAMEN  | Davies, Valerie Ethel Todd (vollständiger Name)                 |
| KURZBESCHREIBUNG | neuseeländische Zoologin mit einem Schwerpunkt auf Arachnologie |
| GEBURTSDATUM     | 29. September 1920                                              |
| GEBURTSORT       | Makirikiri bei Wanganui, Neuseeland                             |
| STERBEDATUM      | 2012                                                            |
| STERBEORT        | Brisbane, Queensland                                            |